# Coryphothamnus auyantepuiensis
Coryphothamnus auyantepuiensis là một loài thực vật có hoa trong họ Thiến thảo. Loài này được (Steyerm.) Steyerm. mô tả khoa học đầu tiên năm 1965.